# Maria (chanteuse)
Pour les articles homonymes, voir Maria et Ito.
Ne doit pas être confondu avec Marie (chanteuse).
Maria (マリア, Maria), Ayaka Itō (伊藤彩華, Itō Ayaka, son vrai nom), est une chanteuse japonaise née le 29 janvier 1987 à Tokyo, au Japon.

## Biographie
Elle débute en 1998 sous son vrai nom, Ayaka Itō, en tant que membre du groupe d'enfants chanteurs Nansho Kids, puis interprète en 1999 le rôle de Nala dans la version japonaise de la comédie musicale Le Roi lion. Elle rejoint en 2002 le groupe pop féminin d'idoles japonaises Springs, aux côtés de Aya Hirano et YUUKI, sortant avec lui un album et quatre singles en 2003 chez EMI Music Japan. Après la séparation du groupe, elle forme le duo provisoire Itokubo (イトクボ) avec la chanteuse Keiko Kubota, et sort avec elle un single fin 2007: Into the sky.
Elle débute par la suite une carrière en solo en 2009 sous le nom de scène Maria, avec un label d'Universal Music Japan, sortant un premier album en février 2010.

## Discographie
Singles
- 2009.05.20 : Getaway
- 2009.07.15 : Goin' My Way
- 2009.10.28 : D.I.T.
- 2010.01.27 : Wasureta Kunakute (忘れたくなくて?)

Albums
- 2010.02.24 : Will